# Academia de Dirección adjunta al Presidente de la República de Belarús
La Academia de Dirección adjunta al Presidente de la República de Bielorrusia (en ruso: Акаде́мия управле́ния при Президе́нте Респу́блики Белару́сь, transliterado como Akadémiya upravléniya pri Prezidénte Respúbliki Belarús) (en bielorruso: Акадэ́мія кірава́ння пры Прэзідэ́нце Рэспу́блікі Белару́сь), es la universidad principal en el sistema educativo nacional de la República de Bielorrusia y la institución principal de la educación en el sistema de la capacitación, la recapacitación y la superación profesional del personal en la esfera de la dirección.
La academia fue fundada el 29 de enero de 1991; en 1995 adquirió oficialmente el estatus presidencial. En la estructura de la academia tiene 3 institutos:
- Instituto de Personal de dirección tiene 3 facultades,
- Instituto de Funcionario público tiene también 3 facultades,
- Instituto de Investigación Científica de Teoría y Práctica de Gestión pública.